# HMS Zealous (1864)
O HMS Zealous foi um navio, entre uma vintena de unidades de diversos comprimentos, que estavam a construir-se na altura, como ironclads, com o objectivo de compensar a grande quantidade de navios deste tipo que estavam prestes a entrar ao serviço na Marinha Francesa. Uma dessas unidades foi o Zealous, destinado a ser um navio de duas pontes e noventa canhões, com uma área vélica de mais de 2000 m2, e que demonstrou ter um comportamento óptimo tanto à vela como a vapor. O navio foi vendido para ser desmantelado em 1886.